# 栗栖利蔵
栗栖 利蔵（くりす としぞう、1960年9月29日 - ）は、日本の実業家。ヤマト運輸株式会社専務執行役員、元代表取締役社長。

## 人物・経歴
富山県高岡市生まれ。富山県立高岡南高等学校を経て、1983年横浜市立大学商学部卒業、ヤマト運輸入社。1995年経理部主計課長。1999年経理部長。2002年財務部長。2005年グループ経営戦略本部部長、ヤマトホールディングス財務担当シニアマネージャー。2006年執行役員。2007年ヤマトマネージメントサービス代表取締役社長兼務。2012年ヤマトフィナンシャル代表取締役社長兼ヤマトホールディングス執行役員。2017年ヤマト運輸代表取締役専務執行役員。2019年からヤマト運輸代表取締役社長を務め、宅配事業の働き方改革などにあたった。2021年ヤマト運輸専務執行役員（機能本部統括兼プロフェッショナルサービス機能担当）。